# Campionati del mondo di ciclismo su strada 2015 - Cronometro femminile Junior
La cronometro femminile Junior dei Campionati del mondo di ciclismo su strada 2015 si svolse il 21 settembre 2015 negli Stati Uniti, con partenza ed arrivo a Richmond, su un percorso totale di 15 km. La medaglia d'oro fu vinta dalla statunitense Chloe Dygert con il tempo di 20'18"47 alla media di 44,33 km/h, l'argento dall'altra statunitense Emma White e il bronzo dall'australiana Anna-Leeza Hull.
Partenza con 37 cicliste, delle quali tutte completarono il percorso.

## Classifica (Top 10)
| Pos. | Corridore          | Squadra     | Tempo     |
| ---- | ------------------ | ----------- | --------- |
| 1    | Chloe Dygert       | Stati Uniti | 20'18"47  |
| 2    | Emma White         | Stati Uniti | a 1'05"53 |
| 3    | Anna-Leeza Hull    | Australia   | a 1'26"08 |
| 4    | Pernille Mathiesen | Danimarca   | a 1'30"41 |
| 5    | Juliette Labous    | Francia     | a 1'35"96 |
| 6    | Aafke Soet         | Paesi Bassi | a 1'40"67 |
| 7    | Daria Pikulik      | Polonia     | a 1'41"06 |
| 8    | Gillian Ellsay     | Canada      | a 1'45"18 |
| 9    | Agnieszka Skalniak | Polonia     | a 1'47"51 |
| 10   | Emeliah Harvie     | Canada      | a 1'49"51 |